# フロンティアエネルギー新潟発電所
フロンティアエネルギー新潟発電所（フロンティアエネルギーにいがたはつでんしょ）は、新潟県新潟市北区太郎代字川前1345-5にあった火力発電所。

## 概要
新日本製鐵（当時）、新日本石油（当時）、三菱商事の3者が共同出資して設立した株式会社フロンティアエネルギー新潟が経営する発電所である。特定規模電気事業者（PPS）向け電気供給事業として2005年7月に運転を開始した。
2020年7月をもって廃止となった。

## 発電設備
1号機（廃止）
発電方式：汽力発電方式
定格出力：11万kW
使用燃料：石油コークス
営業運転期間：2005年7月 - 2020年7月